# The Sealed Room
The Sealed Room és una pel·lícula muda dirigida per D.W. Griffith. Entre els actors de la pel·lícula hi ha Marion Leonard, Arthur V. Johnson, Henry B. Walthall, Mack Sennett i Mary Pickford. Igual que en moltes altres pel·lícules de Griffith (com Lliris trencats, The Lonely Villa o An Unseen Enemy), un dels elements claus de la pel·lícula és una cambra en la qual algun dels personatges està tancat o s'hi refugia. La pel·lícula es va estrenar el 2 de setembre de l'any 1909.

## Argument
El rei mana construir un petit annex a la seva cort que ell i la seva esposa puguin fer servir com a niu d'amor. La cambra és petita i sense finestres. En mostrar-la a tota la cort els acompanya un trobador que toca una mandolina i que d'amagat s'entén amb la reïna. Quan tothom marxa reïna i trobador s'abracen i es declaren el seu amor però s'han de separar ràpidament doncs tothom torna. El rei sospita i decideix provar la reïna. Li diu que ha de marxar una hora per afers d'estat. Quan els dos amants es queden sols es tanquen a la cambra on són secretament descoberts pel rei. Aquest, foll de ràbia fa venir uns manobres que segellen amb pedra l'entrada. Quan els amants se n'adonen ja és massa tard i ben aviat se’ls acaba l'aire mentre a l'altre costat de la nova paret el rei salta de fúria gaudint de la seva revenja.

## Repartiment
- Marion Leonard (la reina)
- Arthur V. Johnson (el rei)
- Henry B. Walthall (el trobador)
- Mack Sennett (soldat)
- Mary Pickford (dama)
- Linda Arvidson (dama)
- Gertrude Robinson (dama)
- Owen Moore (noble)
- William J. Butler (noble)
- Vernon Clarges (noble)
- George Siegmann (noble)
- George Nichols (manobre)
- Anthony O'Sullivan (manobre)